# Muzeum Christiansø
Muzeum Christiansø (duń. Christiansø Museum) – muzeum historyczne na wyspie Frederiksø w archipelagu Ertholmene, zwanym też Christiansø, koło Bornholmu.

## Historia i zbiory
Król Danii Chrystian V, wykorzystując położenie Ertholmene, w 1684 roku uczynił z niego punkt strategiczny zapewniający kontrolę nad szlakami na Bałtyku. Wzniesiono na wyspach mury obronne, baszty i inne budynki twierdzy. W latach 1685–87 zbudowano Małą Wieżę (duń. Lille Tårn) na wyspie Frederiksø. Od 1725 roku fortyfikacje na tej wyspie wykorzystywano jako więzienie, głównie dla przestępców z dożywotnimi wyrokami, a ucieczkę stąd uważano za niemożliwą. W 1855 roku fortyfikacje uznano za obiekty cywilne. W Małej Wieży utworzono muzeum historyczne. Znajdują się w nim kolekcje z zakresu historii regionu i archipelagu Ertholmene oraz wystawa o wyspach jako forcie wojskowym. Na najwyższym piętrze wieży znajduje się model fortecy według stanu z 1855 roku. W muzeum mieści się też wystawa o ptakach żyjących na archipelagu, w tym o edredonie, który jest „narodowym ptakiem” Ertholmene, zwanym tu åboen.